# Fjällskogsspindel
Fjällskogsspindel (Scotinotylus clavatus) är en spindelart som först beskrevs av Schenkel 1927.  Fjällskogsspindel ingår i släktet Scotinotylus och familjen täckvävarspindlar. Arten är reproducerande i Sverige. Inga underarter finns listade i Catalogue of Life.